# Archivische Bewertung
Die Archivische Bewertung ist die Auswahlentscheidung bei Übernahmen meist von amtlichem Schriftgut ins Archiv und ist somit eine der zentralen Aufgaben  der Archivarbeit. Bei der Bewertung wird entschieden zwischen Übernahme und Kassation. Die der Bewertung folgenden archivischen Arbeitsschritte sind die Ordnung und Verzeichnung. Ziel der Bewertung ist die Feststellung der Archivwürdigkeit.

## Bedeutung
Die Bewertung ist eine sensible und verantwortungsvolle Aufgabe, da die Auswahl von Quellen somit Grundlage für historische Forschung und Geschichtswissen der nächsten Generationen ist. Zudem hat die Übernahme von Schriftgut rechtssichernden Charakter, zeigt die Nachvollziehbarkeit des Verwaltungshandelns auf, spiegelt Teile des gesellschaftlichen Lebens des Sprengels (Zuständigkeitsbereiches) und der Politik – und kann teils durch nichtamtliche Übernahmen ergänzt werden.
Folgen nicht fachgerechter Bewertung:
Eine Totalüberlieferung ohne Aussonderungen führt häufig zu Redundanzen mit der Folge einer unüberblickbaren Informationsflut und hohen Folgekosten. Eine wilde Kassation hätte Überlieferungsverluste zur Folge.
Eine fachgerechte Bewertung setzt daher umfassendes Wissen über Fragestellungen in der Forschung, rechtliche Normen, intensive Kenntnisse der Strukturen und Aufgabengebiete des Registraturbildners voraus.
Nicht als archivwürdig befundene Unterlagen werden als Kassanda ausgesondert und sind als Quellen unwiederbringlich verloren.
Weil archivfachliche Punkte über die Archivgutbildung entscheiden sollten, liegt die Bewertungshoheit bei den Archiven.
Dass der Bewertung eine zentrale Stellung zukommt, wird unter anderem dadurch deutlich, dass es beim Verband deutscher Archivarinnen und Archivare (VdA) seit 2001 einen Arbeitskreis Archivische Bewertung gibt. Zudem gibt es einen ständigen Unterausschuss bei der Bundeskonferenz der Kommunalarchive (BKK) beim Deutschen Städtetag und zu speziellen Fragen das Forum Bewertung, in dem Fragen der archivischen Überlieferungsbildung diskutiert werden können und ein reger Austausch stattfindet.

## Vorbereitung
Archivische Bewertung geht mit Schriftgutverwaltung Hand in Hand: nötig ist ein regelmäßiger Kontakt zu den Dienststellen, um Ad-hoc-Aussonderungen / -Übernahmen vorzubeugen und zudem eigenwillige Kassationen seitens der Dienststellen zu vermeiden.
Eine sorgfältige Planung ist zwingend nötig, das Vorhandensein eines Dokumentationsprofils ist sinnvoll. Ebenso bedarf es einer genauen Kenntnis der vorhandenen Archivbestände, die bisherige Überlieferung, Überlieferungslücken etc.

## Methoden
Eine augenscheinliche Überprüfung jeder einzelnen Akte auf ihren bleibenden Wert ist sehr zeitintensiv. Um die Effizienz zu erhöhen, sind drei verschiedene Verfahren üblich, die untereinander kombinierbar sind:
Bewertungskatalog
Bewertet werden die einzelnen Aktenplanpositionen nach formalen wie inhaltlichen Kriterien. Dabei muss zuvor ermittelt werden, welche Verwaltungseinheit maßgeblich und entscheidungsbestimmend an der Aufgabe beteiligt war.
Die Bewertung kann vom Schreibtisch aus erfolgen. Eine Überprüfung erfolgt nur stichprobenartig vor Ort. Nach Ablauf der Aufbewahrungsfristen können die Unterlagen direkt von der Dienststelle vernichtet werden. Eine erneute Anbietung erfolgt nicht.
Dies bedeutet eine große Zeitersparnis für Dienststelle und Archiv.
Listenbewertung
Dabei handelt es sich um eine Bewertungsentscheidung auf Grundlage der Aussonderungsliste der abgebenden Stelle. Eine stichprobenartige Aktenautopsie ist dennoch nötig.
Einzelbewertung, Aktenautopsie
Jede einzelne Akte wird vor Ort auf ihre Archivwürdigkeit hin überprüft.

## Kriterien
Bewertet wird nach formalen wie inhaltlichen Kriterien, die möglichst objektiv sein sollten:
- Sind die Unterlagen noch mit Aufbewahrungsfristen versehen?
- Passen die Unterlagen von der Überlieferungsbildung in das jeweilige Archiv (Zuständigkeit des Archivs)?
- Wie hoch ist der Quellenwert und der Erkenntnisgewinn (auch der jeweiligen einzelnen Akte) in Hinblick auf künftiges Benutzerinteresse?
- Erlaubt der Erhaltungszustand verbunden mit etwaigem höheren Aufwand und Folgekosten eine Archivierung?
- horizontal – vertikal

Beachtet wird hierbei die Behördenhierarchie, dass übergeordnete an untergeordnete Stellen Aufgaben abgeben oder dass die Bearbeitung auf gleichrangiger Stufe, z. B. mehreren Ämtern stattfindet.
Es wird ermittelt, an welcher Stelle der höchste Informationswert der Unterlagen einzelner Aufgaben entsteht; Leitfragen sind hier: Wer war beteiligt? Wer war federführend? Wie verlief der Entscheidungsprozess? An welcher Stelle ist am meisten über den Vorgang zu erfahren. So lassen sich Doppelüberlieferungen vermeiden und die detailliertesten Informationen ermitteln.
- Informationswert und Evidenzwert nach Schellenberg

Informationswert: Jede Unterlage enthält Sachinformationen über Vorgänge bzw. Sachverhalte; bei der Bewertung stellt sich die Frage, ob der Informationsgehalt einen Mehrwert gegenüber dem darstellt, was bereits bekannt ist.
Der Evidenzwert gibt Aufschluss über das Verwaltungshandeln und erlaubt die Nachvollziehbarkeit von Verwaltungsstrukturen und -abläufen. Das lässt sich zum Beispiel ablesen an der Art der Bearbeitung, an Vermerken, hierarchischer Einordnung, Unterschriften usw.
- Primärwert und Sekundärwert nach Schellenberg

Der Primärwert bemisst den Wert einer Unterlage bei einer Verwendung im Rahmen ihres Entstehungszwecks.
Der Sekundärwert bemisst den Wert einer Unterlage für weitere Verwendungs- bzw. Benutzungsarten, z. B. als Quelle für historische Forschungen.
- Bei der Bewertung von gleichförmigen Massenakten /-schriftgut die jeweils Einzelfälle behandeln, kann die Auswahl nur stichprobenartig erfolgen, ohne jedoch den Aussagewert zu reduzieren.

Bewusste Stichproben sind z. B.
- Kriterien sind hier eine festgelegte Auswahl der Anfangsbuchstaben der Nachnamen (D,O,T,M), die ggf. spätere Längsschnittuntersuchungen ermöglichen
- Eine komplette Übernahme ganzer Geburtsjahrgänge
- Archivierung weniger Beispielfälle
- Archivierung herausragender und prominenter Fälle

Hieraus lassen sich allerdings keine exakten Rückschlüsse auf die Gesamtheit schließen. Zudem besteht die Gefahr einer subjektiven Auswahl.
Zufallsstichproben
Eine Zufallsauswahl, etwa durch die Übernahme jeder zehnten Akte oder einer computergestützten Auswahl, dem sogenannten Randomverfahren spiegelt am sichersten die Gesamtheit wider und ist somit durchaus repräsentativ.
Bei der Bewertung von Nicht-Akten z. B. Karten oder Fotos, müssen andere, auf den Unterlagentypus zugeschnittene Bewertungskriterien zu Grunde gelegt werden. Digital entstandene Unterlagen, die schon im Vorfeld bewertet werden (Stichwort DMS), bedürfen ebenso anderer Verfahren, da eine technische Komponente hinzukommt.
Die Entscheidungen und zu Grunde liegenden Kriterien sollen theoretisch und protokollarisch nachvollziehbar sein. Dazu dient die Erstellung eines Bewertungs- und Kassationsprotokolls.